# Umlagerung
Eine Umlagerung oder Umlagerungsreaktion ist ein Reaktionstyp der organischen Chemie. Bei einer solchen chemischen Reaktion kommt es zu einer Wanderung einzelner Atome oder Atomgruppen innerhalb eines Moleküls (intramolekular). Durch diese strukturelle Neuorganisation des ursprünglichen Moleküls entsteht eine neue chemische Verbindung. Dabei findet eine Kohlenstoff-Kohlenstoff- oder Kohlenstoff-Heteroatom-Bindungsspaltung und -neubildung statt. Eingeschlossen sind dabei sowohl einstufige Wanderungen als auch Mehrstufenreaktionen, in deren Verlauf eine solche Wanderung auftritt.

## Grundlagen

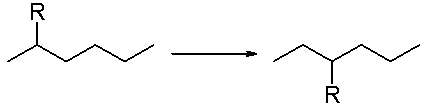
1,2-Umlagerung (formal)

Wandert ein Atom oder eine funktionelle Gruppe von einem Atom zum nächsten benachbarten Atom, wird dies eine [1,2]-Umlagerung genannt. Entsprechend werden Umlagerungen zu weiter entfernten Nachbarn des Ursprungatoms [1,3]-, [1,4]- usw. Umlagerungen genannt. Man spricht dabei von sigmatropen Prozessen (Wanderung einer σ-Bindung).
Die Abspaltung und Wanderung der funktionellen Gruppe oder des Atoms kann polar (nucleophil, elektrophil) oder unpolar (radikalisch, pericyclisch) verlaufen. Bei nucleophilen, auch anionotropen, Umlagerungen wandert der Rest mit einem Elektronenpaar und bei elektrophilen oder kationotropen Umlagerungen ohne Elektronenpaar, während bei radikalischen Umlagerungen die Gruppe als Radikal wandert. Bei pericyclischen Umlagerungen dagegen wandert der Rest entlang eines π-Systems unter Ausbildung eines cyclischen Übergangszustandes. Diese sind unter dem Begriff Sigmatrope Umlagerungen bekannt.
Der nach der Wanderung einer Gruppe verbleibende Rest, bei nucleophilen Umlagerungen etwa ein Carbeniumion, muss durch geeignete Reaktionen stabilisiert werden. Dies kann im Falle eines Carbeniumions durch die Abspaltung eines Protons, durch nucleophile Substitution oder durch Bildung einer Doppelbindung geschehen.

## Beispiele für Umlagerungen in der organischen Chemie

### Polare Umlagerungen
Bei den meisten polaren Umlagerungen handelt es sich um [1,2]-Umlagerungen. Elektronensextettspezies wie Carbeniumionen, Carbene oder Nitrene können, müssen dabei aber nicht durchlaufen werden.

#### Anionotrope Umlagerungen
Bei anionotropen Umlagerungen wandert die sich umlagernde Gruppe mit dem Bindungselektronenpaar aus der sigma-Bindung, welche getrennt wird. Die Gruppe wandert somit formal als Anion.

##### [1,2]-Umlagerungen in Carbeniumionen
- Aldehyd-Keton-Isomerisierung[2]
- Pinakol-Umlagerung
- Semipinakol-Umlagerung
- Tiffeneau-Demjanow-Umlagerung
- Wagner-Meerwein-Umlagerung

##### [1,2]-Umlagerungen von Carbenen und Carbenoiden
- Arndt-Eistert-Homologisierung
- Corey-Fuchs-Reaktion
- Fritsch-Buttenberg-Wiechell-Umlagerung
- Ringerweiterung von Cycloalkanonen
- Seyferth-Gilbert-Reaktion
- Wolff-Umlagerung

##### [1,2]-Umlagerungen ohne Sextett-Intermediate
- Baeyer-Villiger-Umlagerung
- Beckmann-Umlagerung
- Benzilsäure-Umlagerung
- Curtius-Abbau
- Hofmann-Umlagerung
- Hydroperoxid-Umlagerung
- Lossen-Abbau
- Schmidt-Abbau

#### Kationotrope Umlagerungen
- Favorskii-Umlagerung
- Fries-Umlagerung, bei der Phenolester unter Einwirkung von Aluminiumtrichlorid zu 2-Acylphenolen und 4-Acylphenolen umlagern.[3]
- Ramberg-Bäcklund-Reaktion

### Unpolare Umlagerungen

#### Radikalische Umlagerungen
- Stevens-Umlagerung
- 1,2-Wittig-Umlagerung

#### Pericyclische Umlagerungen (Sigmatrope Umlagerungen)
- [1,3]-sigmatrope Umlagerung
- [1,5]-sigmatrope Umlagerung
- [1,7]-sigmatrope Umlagerung
- Sommelet-Hauser-Umlagerung, [2,3]-sigmatrope Umlagerung
- Claisen-Umlagerung, [3,3]-sigmatrope Umlagerung
- Cope-Umlagerung, [3,3]-sigmatrope Umlagerung
- Benzidin-Umlagerung, [5,5]-sigmatrope Umlagerung,

bei der aus Hydrazobenzol unter Einwirkung von Säuren Benzidin gebildet wird. Im Bruttoverlauf ähnliche säurekatalysierte Reaktionen N-substituierter Arylamine (Beispiele: N-Alkylanilin, N-Nitroso-N-alkylanilin, N-Chloranilin, Phenylhydroxylamin, Phenylsulfaminsäure und Diazoaminobenzol) sind mechanistisch keine echten Umlagerungen, da die Wanderung des Substituenten intermolekular und nicht intramolekular erfolgt.

### Prototrope Isomerisierungen in ungesättigten Systemen
Bei ungesättigten Verbindungen können Isomerisierungen auftreten, die in der Verschiebung einer Doppelbindung und eines Wasserstoffatoms bestehen. Beispiele für solche Isomerisierungen sind die
- Allyl-Umlagerung von Alkenen
- Amid-Aminol-Tautomerie
- Dienon-Phenol-Umlagerung
- Imin-Enamin-Umlagerung
- Keto-Enol-Tautomerie
- aci-Nitro-Nitro-Isomerisierung[4]